# Omega (Georgia)
Omega è una città degli Stati Uniti d'America, situata in Georgia, nella Contea di Tift e in parte nella Contea di Colquitt.